# José Carlos Tofolo Júnior
José Carlos Tofolo Júnior, meglio noto solo come Alemão (Valinhos, 2 marzo 1989), è un ex calciatore brasiliano, di ruolo attaccante.

## Carriera
Ha giocato nella massima serie del campionato brasiliano con Ponte Preta, Vitória e Chapecoense.

## Palmarès

### Club

#### Competizioni statali
- Campionato Baiano: 1

Vitória: 2013
- Campionato Potiguar: 1

ABC: 2016